# Aranykoronás repülőkutya
Az aranykoronás repülőkutya (Acerodon jubatus) az emlősök (Mammalia) osztályába, azon belül a denevérek (Chiroptera) rendjébe és a nagy denevérek alrendjébe tartozó repülőkutyafélék (Pteropodidae) családjának egyik legnagyobb testű faja.

## Előfordulása
Ez a repülőkutyafaj a Fülöp-szigeteken őshonos. Korábban Palawan szigetének kivételével az egész szigetvilágban elterjedt faj volt. A növekvő vadászat miatt mára kizárólag Mindanao szigetének déli részén, Sarangani tartományban él nagyobb számban.
Esőerdőkben és mangrovemocsarakban fordul elő, egészen 1100 méter tengerszint feletti magasságig.

## Megjelenése
Az aranykoronás repülőkutya a  denevérek (Chiroptera) rendjének egyik legnagyobb faja. 
Farka hiányzik, mint a repülőkutyafajok többségénél. Szárnyfesztávolsága az 1,55 métert is elérheti. A felnőtt egyedek súlya 0,7 és 1,2 kilogramm között változik.
Az, hogy pontosan melyik is a legnagyobb testű denevérfaj, nem teljesen tisztázott - az indiai repülőkutya (Pteropus giganteus) és az óriás repülőkutya vagy kalong (Pteropus vampyrus) is hasonló méretekkel bír.
Szőrzete sötétbarna színű. Jellemző bélyege, melyről a nevét is kapta, fejének és nyakának aranysárga színe. Sokszor még a vállai is sárgásak.

## Életmódja
Elsősorban éjszaka aktív faj. A nappali időszakot nagy kolóniákba tömörülve kis, partmenti szigetek fáin tölti. Az 1930-as években érkeztek jelentések, melyek 150.000 egyedből álló óriási kolóniákról is beszámoltak. Mára a vadászat miatt a kolóniák jóval kisebbek.
Az egyedek éjszaka indulnak táplálékkereső útjaikra. Ilyenkor igen nagy távolságokat is megtesznek, sokszor átrepülnek a tenger felett is. Tápláléka, mint a legtöbb repülőkutyafajnak, kizárólag gyümölcsökből áll. Javarészt fügéket fogyaszt.

## Szaporodása
Szaporodási szokásai kevésbé ismertek. Évente egyszer - többnyire májusban vagy júniusban - ellik a nőstény. Alkalmanként mindig egyetlen utódot hoz a világra. Ivarérettségét kétéves korára éri el.

## Természetvédelmi helyzete
Az aranykoronás repülőkutya a repülőkutyafélék egyik leginkább veszélyeztetett faja. Elsősorban életterének elvesztése és a húsa miatti vadászat fenyegeti. Mára a Fülöp-szigetek legtöbb részéről kihalt, vagy állományai drasztikusan lecsökkentek. A Természetvédelmi Világszövetség a fajt veszélyeztetettnek tekinti.